# ジョン・アーヴィン
ジョン・アーヴィン（John Irvin、1940年5月7日 - ）は、イギリスの映画監督。ニューカッスル・アポン・タイン出身。

## 略歴
London School of Film Technique卒業。監督した『Hard Times』（1977年）と『ティンカー、テイラー、ソルジャー、スパイ』（1979年）の2本のTVシリーズは、それぞれ英国映画テレビ芸術アカデミーのベスト・ドラマ・シリーズ賞にノミネートされた。
1980年の『戦争の犬たち』で映画監督としてデビュー。

## 監督作品
- 戦争の犬たち The Dogs of War (1980)
- ゴースト・ストーリー Ghost Story (1981)
- チャンピオンズ Champions (1984)
- 海に帰る日 Turtle Diary (1985)
- ゴリラ Raw Deal (1986)
- ハンバーガー・ヒル Hamburger Hill (1987)
- パトリック・スウェイジ/復讐は我が胸に Next of Kin (1989)
- 密告者 Eminent Domain (1990)
- ロビン・フッド Robin Hood (1991)
- フリーフォール Freefall (1993)
- 湖畔のひと月 A Month by the Lake (1995)
- バッドデイズ City of Industry (1997)
- プライベート・ソルジャー When Trumpets Fade (1998)
- ノアズ・アーク Noah's Ark  (1999)
- フォース・エンジェル The Fourth Angel (2001)
- ミネハハ 秘密の森の少女たち The Fine Art of Love: Mine Ha-Ha(2005)
- エデンの園 The Garden of Eden (2008)